# Spotkanie nad Łabą (film)
Spotkanie nad Łabą (org. Встреча на Эльбе) – radziecki dramat polityczny z 1949 roku w reżyserii Grigorija Aleksandrowa i Aleksieja Utkina.

## Opis fabuły
Koniec II wojny światowej. Amerykańskie i radzieckie oddziały spotykają się nad Łabą w miasteczku Altenstadt. Po wzajemnej fecie zwycięstwa obydwie strony przystępują do administrowania zajętymi terenami. Dowództwo obydwu stron czyni to na różny sposób – sowieckie, uosabiane przez radzieckiego komendanta wschodniej części miasta – majora Kuźmina, stara się odbudować życie w zrujnowanym mieście i przekształcić go w krainę zarządzaną w demokratyczny sposób. Amerykańskie, których w filmie reprezentuje gen. MacDermott, traktują Altenstadt i nieodległe tereny jak podbitą krainę – eksploatują ją i nie liczą się z nikim ani z niczym. Majorowi Kuźminowi przychodzi zmierzyć się z trudnymi problemami denazyfikacji podległych mu terenów, ich odbudowy, podtrzymania dobrych stosunków z amerykańskimi sojusznikami (którzy wrodzy komunistom prą do kolejnej wojny). Jako inteligentny oficer i dobry dyplomata jest w stanie poradzić sobie z wieloma z nich – udaje mu się wciągnąć ludność i elity niemieckiej społeczności miasta (w osobie prof. Dietricha) w dzieło odbudowy Niemiec. Jednak nie jest w stanie, pomimo przyjaznych relacji z żołnierzami i amerykańskim komendantem zachodniej części miasta – mjr. Hillem, zapobiec narastającemu rozdźwiękowi pomiędzy sojusznikami. Potrafi wykryć i aresztować byłego nazistę Schranka jednak nie może (jako obywatelki amerykańskiej) aresztować jego protektorki, agentki amerykańskiego wywiadu Janet Sherwood. Symboliczną sceną wieńczącą stosunki amerykańsko-radzieckie w okupowanych Niemczech jest zamknięcie przejścia nad Łabą i rozkaz (wydany przez Amerykanów) zniszczenia mostów ponad rzeką.

## Obsada aktorska
- Wladlen Dawydow – mjr Kuźmin, radziecki komendant miasta
- Konstantin Nassonow – Masłow, członek rady wojskowej
- Boris Andriejew – sierż. Jegorkin
- Lubow Orłowa – dziennikarka (w rzeczywistość agentka amerykańskiego wywiadu) Janet Sherwood
- Michaił Nazanow – mjr James Hill
- Iwan Lubieznow – sierż. Garri Perebyeinoga
- Władimir Władisławski – gen. MacDermott
- Faina Raniewska – pani MacDermott
- Andriej Pietrow – radziecki oficer
- Andriej Fajt – nazista Schrank
- Jurij Jurowski – prof. Otto Dietrich
- Gienadij Judin – Kurt Dietrich
- Erast Garin – kpt. Tommy
- Siergiej Cenin – senator Wood
- Wiktor Kułakow – Ernst Schmetau
- Lidia Sucharewska – Elze Schmetau
- Nikołaj Nikitycz – Schultz

i inni.

## O filmie
Za plenery filmu posłużyły Królewiec i Ryga.
W 1949 roku obraz otrzymał "Nagrodę Pokoju" podczas IV MFF w Mariańskich Łaźniach z uzasadnieniem jury – "za prawdziwe i wierne wyrażenie woli współpracy narodów w dziele odbudowy pokoju".
W Polsce film miał swoją premierę jesienią 1949 roku podczas Festiwalu Filmów Radzieckich (07.10.-07.11.), zorganizowanego z okazji 30-lecia kinematografii radzieckiej. Zyskał, co zrozumiałe biorąc pod uwagę ówczesny klimat polityczny, entuzjastyczne recenzje krytyków. Dwutygodnik Film pisał o nim jako o "dziele wybitnym", "klasycznym przykładzie typu interesującego filmu fabularno-publicystycznego, poruszającego aktualne zagadnienia w najbardziej artystycznej formie". Recenzenci podkreślali jego "realizm polityczny i historyczny".
Film był jednym z pierwszych polskich, powojennych filmów dubbingowanych. Polskojęzyczna wersja powstała w WFF w Łodzi, a głosów głównym bohaterom użyczyli m.in.: Jan Świderski (mjr Kuźmin), Danuta Szaflarska (Janet Sherwood), Jerzy Duszyński (mjr James Hill).
Film był jednym z hitów kasowych w ZSRR – w 1949 roku obejrzało go ponad 24 mln widzów.